# Hardangergade
Hardangergade er en gade mellem Kastelsvej og Arendalsgade på Østerbro i København, opkaldt efter Hardanger, et område i Norge. Gaden ligger i et kvarter, hvor flere veje har navne efter norske byer og landskaber, såsom Kristianiagade og Bergensgade.

## Historie
Gaden blev anlagt i slutningen af 1890'erne og hed oprindeligt Classensvej. Den var oprindeligt tænkt som en forbindelsesvej mellem Fiskedamsgade og Østbanegade, men anlæggelsen af Classens Have afbrød vejen.
I 1925 fik gaden sit nuværende navn, Hardangergade.